# Pierre-Denis Plumier
Pour les articles homonymes, voir Plumier.
Pierre-Denis Plumier (bapt. en la cathédrale Notre-Dame d’Anvers le 14 mars 1688 - Londres, 1721) est un sculpteur flamand.
Fils de Jean-François Plumier et d’Anne Schobbens, Petrus Dionisius Plumier est admis en 1698 à la gilde de Saint-Luc comme élève du sculpteur Ludovic Willemssens. À la mort de ce dernier en 1702, on perd la trace de Plumier jusqu’en 1707, année où il remporte à Paris un premier prix de dessin d’après modèle, au concours de l’Académie royale de peinture et de sculpture. On ignore s’il a voyagé en Italie.
Le 15 mai 1710, il entre au service du comte Jean-Philippe-Eugène de Merode-Westerloo, en tant que premier sculpteur, au gage de cent écus par an. Pour celui-ci, il réalise en 1712 les deux groupes monumentaux en marbre de l’Enlèvement de Proserpine et de l’Abondance soutenue par la Science et la Force militaire (Bruxelles, escalier d’honneur du Palais d'Egmont).

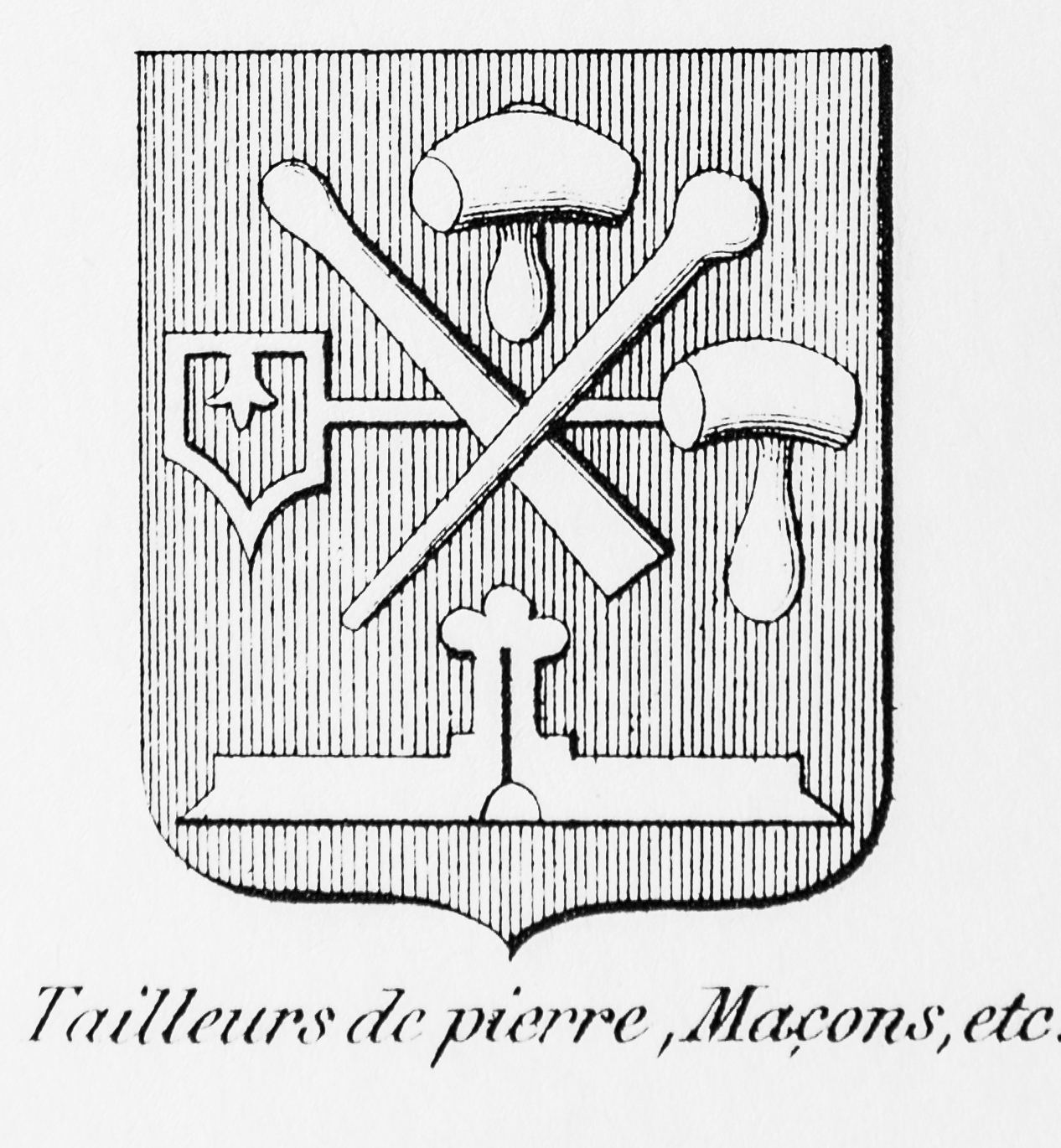
Blason du métier des Quatre Couronnés (tailleurs de pierre, maçons, sculpteurs et ardoisiers).

## Carrière à Bruxelles

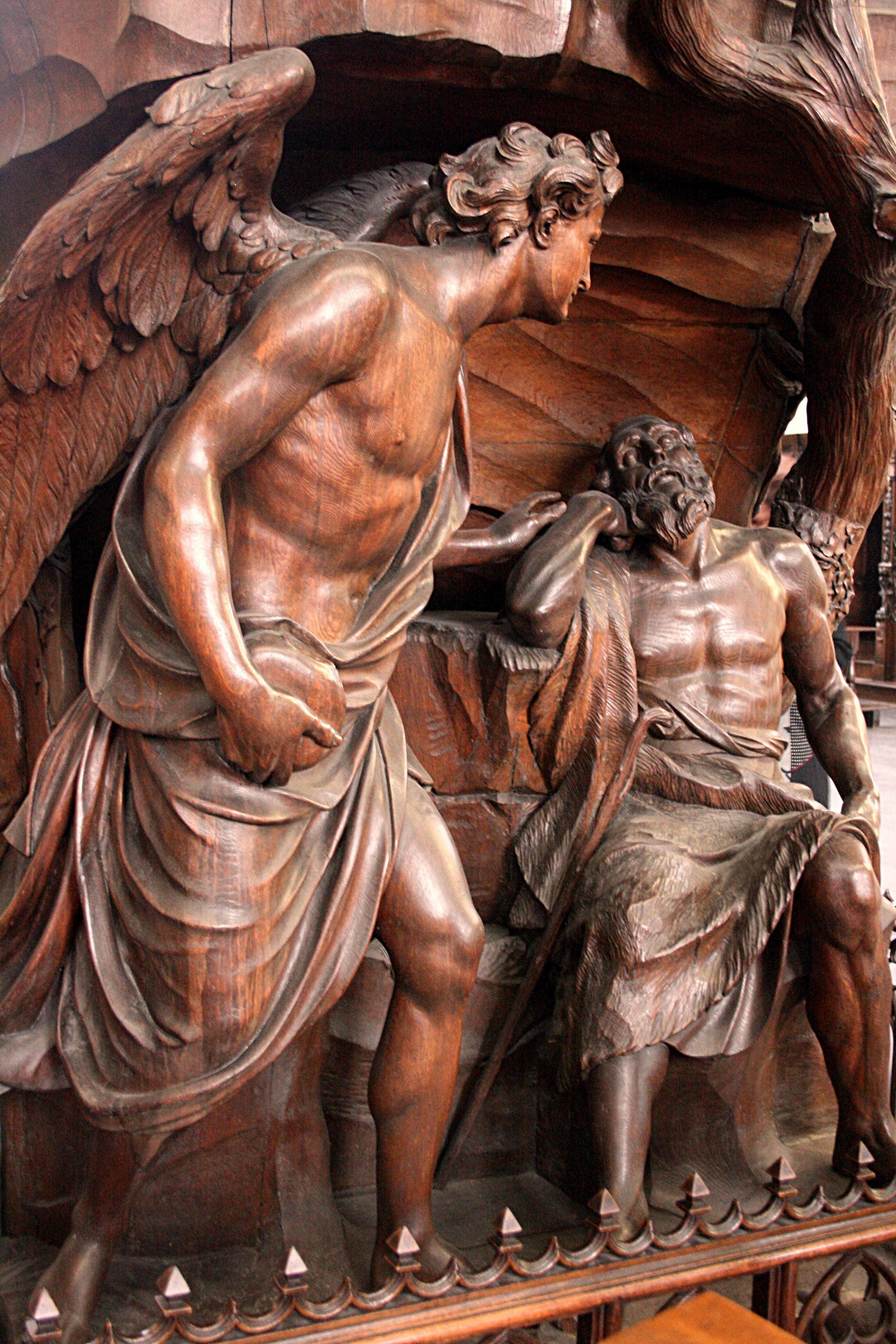
Chaire à prêcher (détail), église Notre-Dame de la Chapelle, Bruxelles.

À la fin de 1713 ou au début de 1714, Plumier s’installe à Bruxelles en compagnie de Madeleine-Thérèse Pauwel qu’il épouse à Anvers le 14 octobre 1714. La même année, le Magistrat bruxellois lui octroie gratuitement ses lettres de bourgeoise et le même jour il est reçu à la gilde des Quatre Couronnés, faveur qui suscita l’animosité de certains sculpteurs bruxellois, en particulier Jean De Kinder. Celui-ci s’opposa en effet à la commande faite à Plumier des deux statues de fleuves des fontaines de la cour de l’Hôtel de ville. Si la réalisation de La Meuse est accordée à de Kinder, L’Escaut échut à Plumier pour la somme de 1400 florins ainsi que les quatre enfants et les ornements en bronze de ces fontaines pour la somme de 800 florins.
À cette époque, Plumier entre également au service du duc Léopold-Philippe d'Arenberg. Pour ce prince, il réalise, de 1714 à 1720 divers travaux d’entretien et de restauration d’anciennes sculptures ornant sa propriété d’Enghien, sculpte des vases monumentaux en marbre, une table ou encore une cheminée (disparus). À Bruxelles, Plumier déploie une grande activité. Outre la fontaine de L’Escaut, il réalise le buste en marbre de Goswin, comte de Wynants (1714, disparu, gravé par E. Pilsen en 1743), les bustes de La Foi et de L’Espérance pour l’abbaye de Grimbergen (disparues), les bustes des Pères de l’Eglise latine pour les boiseries du chœur de l’église des Prémontrés de Dieleghem (disparus). Plumier est également l’auteur de confessionnaux de la nouvelle église des Minimes à Bruxelles (disparus) et de quatre statues pour les portails de l’église des Grands Carmes de Bruxelles (disparues). Pour la même église, il réalise, vers 1717, une somptueuse chaire à prêcher en chêne, laquelle fut transférée sous le régime français à l’église Notre-Dame de la Chapelle à Bruxelles. Le sujet représenté sous la cuve est Elie dans le désert secouru par un ange. Enfin, dans la chapelle du Saint-Sacrement de la même église se dresse le Mausolée de la famille Spinola, imposant monument funéraire que Plumier sculpta en 1716.
Plumier s’adonna également à la gravure à l’eau-forte comme en témoigne un recueil de neuf vignettes, à sujets mythologiques conservé à la Kunstbibliothek de Berlin, et dont le frontispice porte la date de 1714. 
Pour faire face aux commandes, Plumier dirige un atelier dans lequel travaillent Laurent Delvaux, Théodore Verhaegen et Joseph Willems.

## Brève carrière à Londres et décès
À l’invitation de Guillaume Ier, comte de Cadogan, en mission diplomatique dans les Pays-Bas, Plumier se rend en Angleterre dans le courant de l’année 1721. Il est accompagné de sa famille et de Laurent Delvaux. Très vite, il est sollicité par plusieurs grands amateurs. Le vicomte Castlemaine lui commande deux statues monumentales d’Hercule et d’Omphale, destinées à orner les jardins de son domaine de Wanstead Park. John Sheffield, 1er duc de Buckingham lui commande son buste, mais les exigences financières de l’artiste le font renoncer au projet ; il confie en revanche au sculpteur flamand la réalisation de son monument funéraire et décède subitement le 24 février 1721. De son côté, Plumier, atteint de ce que l’on appelle alors une consomption, meurt, six mois seulement après son arrivée à Londres. Ce sont Laurent Delvaux et le sculpteur Pieter Scheemakers le Jeune, que Plumier venait d’accueillir dans son atelier londonien, qui réalisent le monument que Plumier avait eu à peine le temps de concevoir (Londres, Abbaye de Westminster), ainsi que les deux statues du vicomte Castemaine. Seul l’Hercule de Delvaux est conservé (Waddesdon Manor, Aylesbury).
La veuve de Plumier retourna à Anvers où Laurent Delvaux l’épousa cinq ans plus tard. À son décès, survenu peu de temps après ce mariage, Delvaux s’occupera avec dévouement des deux enfants laissés par Plumier, dont l’un, Pierre, sera employé dans son atelier.

## Un sculpteur décédé trop tôt
Les rares œuvres que l’on connaît de Plumier, fruits d’une carrière de moins de dix ans, portent la trace d’un effort de renouvellement de la sculpture baroque flamande et annoncent l’éclectisme du XVIIIe siècle. Ses œuvres profanes témoignent d’une nette influence française tandis que la chaire à prêcher de l’église Notre-Dame de la Chapelle est une création d’une originalité incontestable. Il s’agit de la première des chaires à prêcher des Pays-Bas entièrement naturaliste, style qui fait autant appel à la sensibilité directe, au pittoresque, à l’apparence des choses qu’à la pensée et à la connaissance. La réussite de cette œuvre est indéniable, comme le prouve l’influence qu’elle a exercé dans le développement des chaires « naturalistes » au XVIIIe siècle, tant auprès de Jacques Bergé (église Saint-Pierre de Louvain), Laurent Delvaux (Collégiale Sainte-Gertrude de Nivelles) que Johann Conrad Schlaun (Münster, église des Capucins).
Quant au Monument de la famille Spinola, il se présente comme une synthèse originale entre la tradition baroque flamande, notamment l’opposition chromatique des marbres blanc, noir et jaspé ainsi que par la théâtralisation du jeu scénique, dramatique et macabre qui se joue sur le couvercle du sarcophage, et la sculpture funéraire française par l’importance donnée au cadre rigoureux, aux lignes simples, et par le décor dépouillé. Plumier se souvient de cette œuvre lorsqu’il conçoit le Monument du duc de Buckingham. 